# Märrsprängen (Lungsunds socken, Värmland)
Märrsprängen är en sjö i Storfors kommun i Värmland och ingår i Göta älvs huvudavrinningsområde.